# Yseop
 (août 2020).
Si vous disposez d'ouvrages ou d'articles de référence ou si vous connaissez des sites web de qualité traitant du thème abordé ici, merci de compléter l'article en donnant les références utiles à sa vérifiabilité et en les liant à la section « Notes et références ».
Yseop est une start-up qui commercialise un logiciel de Génération Automatique de Textes (GAT). Celui-ci qui applique des raisonnements aux données et les transforme en des recommandations et rapports écrits.

## Historique
L'idée de créer Yseop remonte aux années 1990 alors qu'Alain Kaeser travaille au sein d’un laboratoire de l’ENS Cachan où il constitue une équipe pluridisciplinaire avec cinq de ses collègues (mathématiciens et linguistes). En 2000, une première entreprise est créée puis en 2007, Jean Rauscher, futur directeur général, investit dans la technologie ce qui constitue un « tournant ».
La technologie développée, qui s'appuie sur le traitement automatique du langage naturel, peut être utilisée pour écrire des articles de journaux à partir de données. [réf. souhaitée]
En mars 2016, Yseop lance un nouvel outil de génération automatique de textes qui permet de rédiger instantanément des commentaires à partir de graphiques.[réf. nécessaire]